# Прапор Кагарлицького району
Пра́пор Кагарли́цького райо́ну — офіційний символ Кагарлицького району Київської області, затверджений 23 грудня 2003 року рішенням сесії Кагарлицької районної ради.

## Опис
Прапор являє собою прямокутне полотнище зі співвідношенням сторін 2:3, яке розділено вертикальною ламаною лінією на жовте і синє поля у співвідношенні 1:2. В центрі синього поля зображена біла стрільчаста острога, під нею — жовті шестипроменева зірка і півмісяць ріжками догори.

## Символіка
Центральний символ — елементи герба родини князів Острозьких. Срібна острога походить від давнього геральдичного знаку «огончик» та символізує устремління вгору, звернення до Бога, приєднання до його чеснот. Півмісяць символізує човен-храм з людьми, що осяяні світлом Вифлеємської зірки, яка сповістила про народження Спасителя.
Ламана лінія означає: район знаходиться на лінії старовинних, так званих «змієвих валів», які складали оборонну межу між давньо-слов'янськими племенами і диким степом.